# Karagaï (république de l'Altaï)
Karagaï (en russe : Карагай, en altaï méridional : Карагай) est un village du raïon d'Oust-Koksa de la république de l'Altaï, en Russie sibérienne. Il fait partie de l'établissement rural de Karagaï, et sa population s'élevait à 444 habitants au recensement de 2021.

## Géographie
Le village de Karagaï se situe dans la république de l'Altaï, une république de Sibérie méridionale, en Russie. Il fait partie du district fédéral sibérien. Le village fait partie du raïon d'Oust-Koksa, le raïon de la république le plus au sud-ouest, qui compte 42 localités, avec Oust-Koksa comme centre administratif.  
Il fait partie de l'établissement rural de Karagaï, une municipalité, dont il est le chef-lieu,. 
Karagaï, comme toute la république de l'Altaï, est située dans le fuseau horaire MSK+4 (heure de Krasnoïarsk). Le décalage horaire appliqué par rapport au temps universel coordonné est +07:00.

## Démographie
Recensements (*) et estimations de la population,,,
:
| 2002 * | 2010* | 2012 | 2013 |
| ------ | ----- | ---- | ---- |
| 436    | 450   | 466  | 477  |

| 2014 | 2015 | 2016 | 2021* |
| ---- | ---- | ---- | ----- |
| 470  | 452  | 446  | 444   |

Concernant la répartition ethnique, selon le recenesement de 2002, il y avait  sur les 436 habitants 56 % de Russes et 41 % d'Altaïens,,,
.